# Mauléon (Deux-Sèvres)
Mauléon ist eine französische Gemeinde mit 8585 Einwohnern (Stand 1. Januar 2022) im Département Deux-Sèvres in der Region Nouvelle-Aquitaine. Mauléon ist durch den Zusammenschluss mehrerer kleinerer Orte entstanden und gehört zu den flächenmäßig größten Gemeinden Frankreichs. Vom 18. bis ins 20. Jahrhundert hieß sie Châtillon-sur-Sèvre.

## Lage
Mauléon liegt im Nordwesten des Départements etwa 150 Meter ü. d. M. in der Landschaft des Haut-Poitou. Die Entfernung nach Cholet beträgt ca. 20 Kilometer (Fahrtstrecke) in nordwestlicher Richtung. Der Hauptort des Arrondissements, Bressuire, liegt etwa 23 Kilometer südöstlich. Die Stadt wird vom Fluss Ouin durchquert, die zur Sèvre Nantaise entwässert.

## Bevölkerungsentwicklung
Da die heutige Gemeinde erst in den 1960er und 1970er Jahren durch den Zusammenschluss mehrerer kleinerer Orte (Mauléon, Saint-Jouin-sous-Châtillon, La Chapelle-Largeau, Loublande, Moulins, Rorthais, Saint-Aubin-de-Baubigné, Le Temple und Saint-Amand-sur-Sèvre) entstanden ist, sind die Bevölkerungszahlen erst ab 1975 angegeben. Saint-Amand-sur-Sèvre ist im Jahr 1992 wieder aus dem Gemeindeverbund ausgetreten.
| Jahr      | 1975 | 1982 | 1990 | 1999 | 2006 |
| --------- | ---- | ---- | ---- | ---- | ---- |
| Einwohner | 8196 | 8445 | 8779 | 7326 | 7824 |

Bei der ersten Volkszählung in Frankreich im Jahre 1793 hatten die genannten Orte zusammen etwa 4500 Einwohner.

## Wirtschaft
Der Gemeindeverbund ist im Wesentlichen landwirtschaftlich geprägt. Doch auch in einem Gewerbegebiet (zone industrielle) sind neue Arbeitsplätze entstanden, was in den letzten Jahren zu einem leichten Bevölkerungsanstieg geführt hat.

## Geschichte
Bereits in prähistorischer Zeit haben Menschen ihre Spuren in Form von Felszeichnungen hinterlassen; von Kelten und Römern fehlen jedoch archäologische Nachweise – aus gallorömischer Zeit (4./5. Jahrhundert) stammen einige Keramikscherben, die zu Beginn des 20. Jahrhunderts bei Moulins gefunden wurden. Der Name Mauléon erscheint erstmals im Jahr 1080 in einer Urkunde der Abbaye de la Trinité. Grundherren war die Familie gleichen Namen, von denen einer – Savary de Mauléon – im 13. Jahrhundert als Ritter, Trobador und Kreuzfahrer bekannt wurde. Später gehörte Mauléon den Vizegrafen von Thouars und der Familie d’Amboise.  Die strategisch interessante Lage machte Mauléon zu einer in den Hugenottenkriegen (1562–1598) umkämpften Stadt, die sechsmal den Besitzer wechselte. Im Jahre 1642 wurden auf Befehl Kardinal Richelieus die Befestigungsanlagen (remparts) der Stadt geschleift. In den Jahren 1793/4 spielte sich in der Umgebung der Vendée-Aufstand ab; einer der Anführer der Aufständischen, Henri de La Rochejaquelein, entstammte dem Château de la Durbelière bei Saint-Aubin-de-Baubigné und wurde in der dortigen Kirche beigesetzt.

## Sehenswürdigkeiten
Mauléon
- Ältestes Zeugnis der Stadtgeschichte ist der Torbau der mittelalterlichen Burg (Château) aus dem 13. Jahrhundert, die im 17. Jahrhundert auf Befehl Richelieus geschleift wurde. Im 18. Jahrhundert entstand auf dem Gelände ein eher einfaches Domizil für den königlichen Statthalter (Sénéchal), welches in der Zeit der Französischen Revolution erneut stark gelitten hat. Der Komplex ist seit 1995 als Monument historique[1] anerkannt.
- Der mittelalterliche Gebäudekomplex der im 11. Jahrhundert gegründeten und der Augustinerregel folgenden Abbaye de la Trinité erlebte in den Religionskriegen wiederholte Angriffe und wurde in Teilen zerstört. Nach dem Anschluss an die Congrégation de France im Jahr 1660 wurden die Abteigebäude restauriert; im 18. Jahrhundert wurde der ganze Klosterkomplex im Stil des Neoklassizismus neu errichtet. Die Klostergebäude wurden in der Zeit der Französischen Revolution als Nationalgut (bien national) verkauft und im Jahr 1813 von der Gemeinde erworben. Heute ist in ihnen die Gemeindeverwaltung sowie ein Museum untergebracht.
- Die in ihrer heutigen Gestalt dem 18. Jahrhundert entstammende Abteikirche Sainte-Trinité wurde während der Französischen Revolution in eine Pfarrkirche umgewandelt. In ihr wurde Maurice d’Elbée im Jahr 1793 zum Anführer des Vendée-Aufstands gewählt; möglicherweise deshalb wurde sie kurze Zeit später von den Revolutionstruppen in Brand gesetzt. Im 19. Jahrhundert erlebte sie eine Vergrößerung und tiefgreifende Umgestaltung – so wurde die Fassade zu einer Doppelturmfassade mit Fensterrose im Stil der Neogotik umgebaut. Das tympanonlose romanische Portal der ursprünglichen Abteikirche hat die Zeiten überdauert und bildet heute den Eingang zum Priesterseminar.
- Das Musée BRHAM (Bureau de recherches historiques et archéologique du Mauléonnais) nimmt einen Teil der ehemaligen Abteigebäude ein und widmet sich der Geschichte und Archäologie der Stadt und ihrer Umgebung. Es zeigt einige Steine mit interessanten prähistorischen Steinritzungen aus der Gegend um Saint-Aubin, eine andere Sektion ist dem Aufstand der Vendée gewidmet, eine weitere dem traditionellen Handwerk und der Heimatkunde (arts et traditions) des nördlichen Poitou.

Saint-Jouin-sous-Châtillon

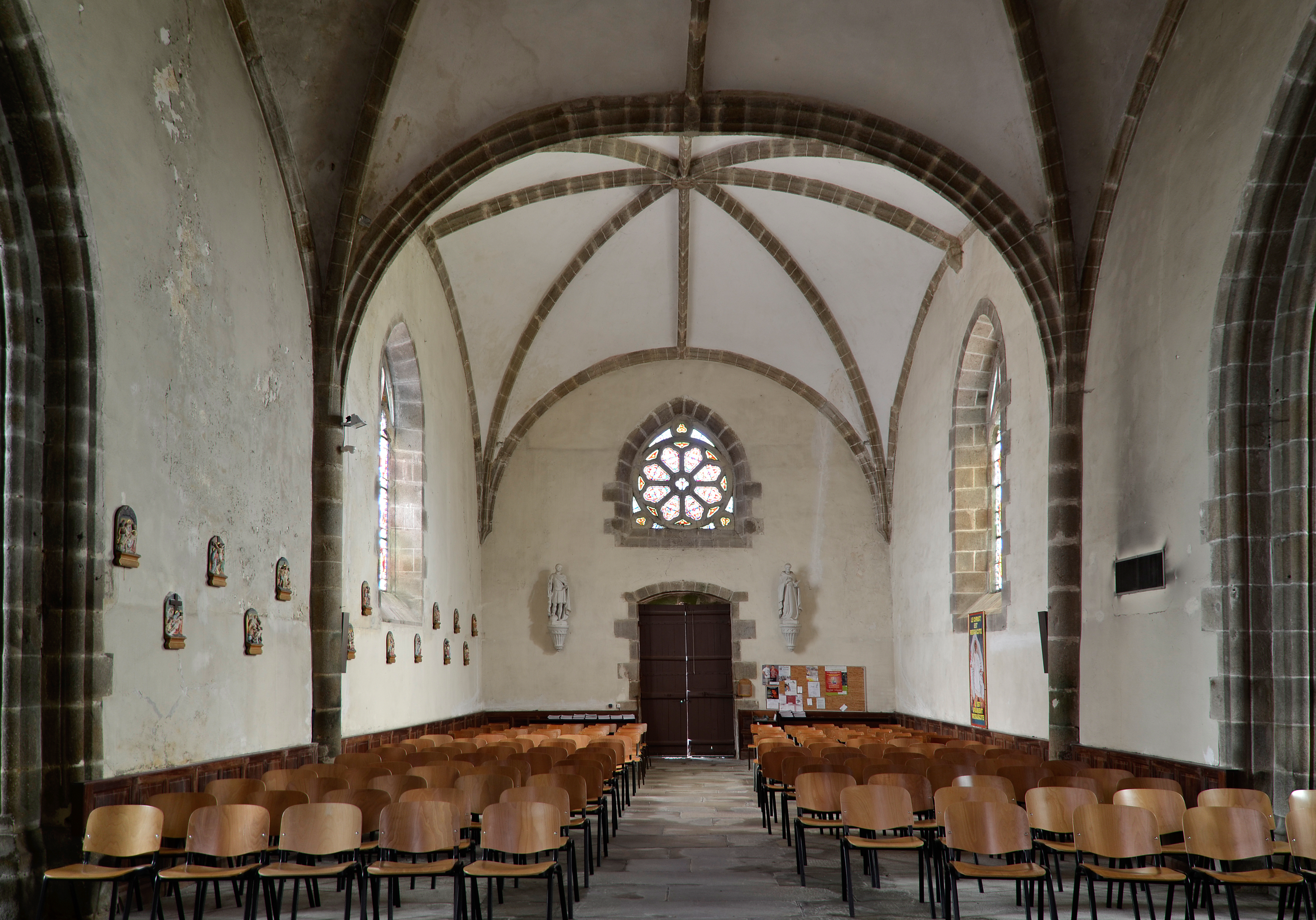
Kirche Saint-Jouin

- Die einschiffige Kirche Saint-Jouin aus dem 16./17. Jahrhundert hat einige – im Stil der Spätgotik gestaltete – Fenster mit Glasmalereien des 19. Jahrhunderts. Das Kirchenschiff ist mit einem Rippengewölbe im angevinischen Stil bedeckt – d. h. der Scheitelpunkt der Gurtbögen liegt deutlich tiefer als der Scheitelpunkt (Schlussstein) des achtteiligen Gewölbes. Die Kirche hat keine Apsis, sondern einen flachen Chorschluss. Das Bauwerk ist seit 1986 als Monument historique[2] anerkannt.
- Das Manoir de Saint-Jouin ist ein Bau aus dem 16. und 17. Jahrhundert, der durch einen zweiportaligen Torbau mit seitlichen Anbauten vor Einblicken geschützt ist. Es befindet sich in Privatbesitz; gleichwohl wurde es im Jahr 2006 in die Liste der Monuments historiques[3] eingetragen.

Saint-Amand-sur-Sèvre
- Die Kirche von Saint-Amand wurde im Jahre 1926 als Monument historique[4] anerkannt.

Saint-Aubin-de-Baubigné

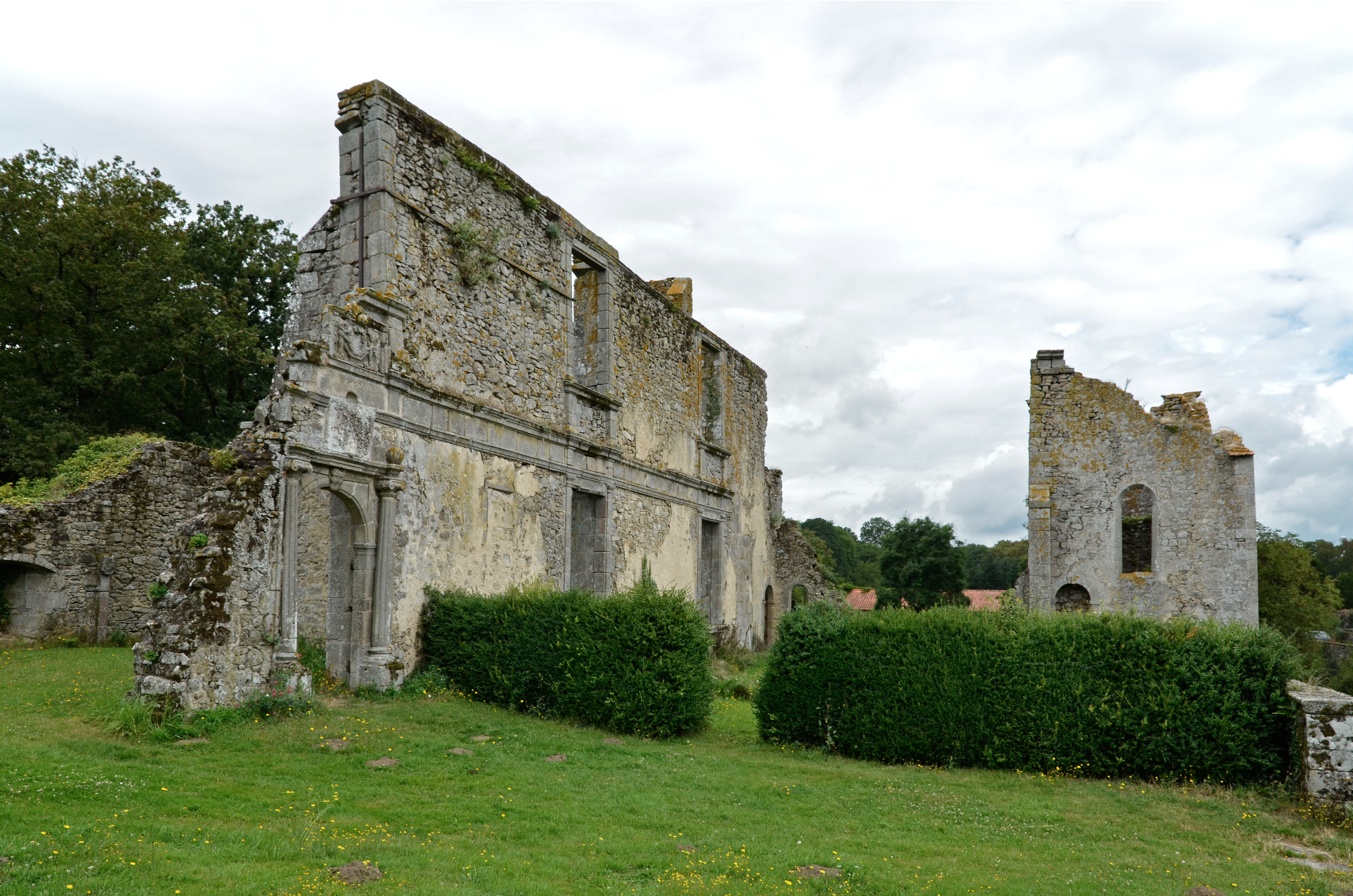
Château de la Durbelière

- In der Kirche von Saint-Aubin befindet sich die letzte Ruhestätte Henri de La Rochejaqueleins und zweier seiner Brüder. Einer von ihnen, Louis, wurde nur 15 Monate nach dem Tod seines älteren Bruders als Anführer eines Trupps von Aufständischen ebenfalls getötet.
- Die Ruinen des während des Vendée-Aufstandes fünf Mal von den Revolutionstruppen in Brand gesetzten und zerstörten Château de la Durbelière liegen etwa einen Kilometer nördlich von Saint-Aubin; auch sie sind seit 1996 als Monument historique[5] eingestuft.
- An verschiedenen Stellen in der Umgebung von Saint-Aubin finden sich Felsen mit Steingravuren aus dem 1. Jahrtausend v. Chr. (roches gravées). Auch sie sind seit 1982 als Monument historique[6] anerkannt.

Le Temple
- Das spätmittelalterliche Château de la Blandinière entstammt dem 15./16. Jahrhundert und liegt etwa auf halber Strecke zwischen Mauléon und dem westlich gelegenen Gemeindeteil Le Temple. Ein Portal mit einem spätgotischen Kielbogen darüber führt in den mächtigen oktogonalen Treppenturm, der die Fassade dominiert. Das Schlösschen ist seit 1998 als Monument historique[7] anerkannt und befindet sich in Privatbesitz.

## Partnerschaften
Mauléon ist durch Gemeindepartnerschaften mit zwei Gemeinden verbunden: mit Kirkel im deutschen Bundesland Saarland und mit dem französischen Mauléon-Licharre im baskischen Teil der Region Nouvelle-Aquitaine.

## Söhne und Töchter
- François d’Escoubleau de Sourdis (1574–1628), Erzbischof von Bordeaux und Kardinal